# Girókuta
Girókuta (románul: Giorocuta) falu Romániában. Szatmár megye egyik települése.

## Fekvése
Tasnád várostól délkeletre fekszik a Kraszna partján.

## Története
Nevét az oklevelek 1423-ban említették először Girokuta néven, 1466-ban  Gyrolthkwtha, Gyrolthkutta,
1475-ben Giroltkuta, Gerothkwtha néven volt említve.
1423-ban Zsigmond király beiktató parancsára a váradi káptalan Kusalyi Jakcsi György
fiának dénesnek Girókuta szolnoki birtokába iktatja be György másik fiát Jánost, és annak nejét Annát és fiait Lászlót és Györgyöt.
1543-ban a település Sarmasági István és Mihály birtokának volt írva.
1551-ben Girokuta egy részét Sarmasági Borbálának ítélték oda.
1570-ben Sarmasági Borbála Gyerőmonostori Kemény Jánosné birtoka, kiről az fiútestvéreire szállt.
1601-ben  Kövesdi Sarmasági Zsigmond végrendeletében mostoha fiaira Jósika Zsigmondra és Gáborra hagyta itteni birtokát.
1641 és 1721 közötti években Kemény János szerezte meg Girókutát.
1847-ben Girókuta 845 lakosából 689 görögkatolikus, 156 református.
1890-ben a település 722 lakosából 58 magyar, 1 tót, 635 oláh, 28 egyéb nemzetiségű volt. Ebből 6 római katolikus, 660 görögkatolikus, 31 református, 25 izraelita volt. 
1919-ig Magyarországhoz tartozott, Szilágy vármegye részeként. 1910-ben 744 román és magyar lakosa volt.
1992-ben 845 többségében román nemzetiségű lakos lakta.

## Nevezetességek
- Görögkatolikus temploma 1800-ban épült. Anyakönyvet1826-tól vezetnek.